# WSU Ápolási Főiskola
A Washingtoni Állami Egyetem Ápolási Főiskolája az intézmény spokane-i kampuszán található, azonban emellett a Tri-Cites, illetve a vancouveri telephelyeken és Yakima városában folyik oktatás.
Az iskolában BSc-, MSc-, doktori- és PhD-fokozatot is lehet szerezni. Az intézmény jogelődje a Spokane-ben 1968-ban létrejött Főiskolaközi Ápolásoktatási Központ; a jelenlegi főiskola az eredeti három partnere közül kettő, a Kelet-washingtoni Egyetem, valamint a Whitworth Egyetem hallgatóit továbbra is fogadja.
Az oktatási intézmény alapfokú oktatást 1969-től, RS-BSN képzést 1978-tól, mesterfokú tanítást pedig 1983-tól kínál. A PhD-képzés 2007-ben indult, 2012-től pedig egy újabb (az ápolási gyakorlatok doktora) szint érhető el.

## Történet
A Spokane League for Nursing és az Inland Empire Nurses’ Association 1964-ben megállapodtak a kelet-washingtoni ápolóképzés beindításáról. Több évnyi megbeszélés után a kijelölt irányítótanács a kialakult koncepcióval felkereste a négy kijelölt felsőoktatási intézmény (Washingtoni Állami Egyetem, Kelet-washingtoni Állami Főiskola, Whitworth Főiskola és Forth Wright Főiskola) rektorait; az elfogadott megállapodás szerint a hallgatók a saját intézményükben megszerzett előképesítés után tanulmányaikat a spokane-i Főiskolaközi Ápolási Központban (Intercollegiate Nursing Center, ICNE) folytatják. Az intézmény első évfolyama 1969 júliusában indult 37 fővel; az oktatási programot a Nemzeti Ápolási Liga pedig 1974-ben akkreditálta.
Az ICNE Spokane belvárosában, a korábbi Carnegie Könyvtár helyén nyílt meg, azonban az épületet kinőtte, így 1977-ben Warren G. Magnuson demokrata szenátor közbenjárásával az intézmény állami források felhasználásával új helyre, a Spokane Falls Közösségi Főiskolával átellenben 1980-ban megnyitott Warren G. Magnuson Intercollegiate Nursing Buildingbe költözött. A beruházás 5,76 millió dollárba került.
1981-ben az ápolási oktatóközpont a Yakima-völgyi Közösségi Főiskola közelében egy kisebb tanítási helyet hozott létre. A következő évben a Fort Wright Főiskola megszűnt, ezáltal az együttműködés felbomlott; a Washingtoni Állami Egyetem ezután Vancouver és Richland városokban nyitott telephelyeket, ahol szintén van ápolási képzés.
2005-ben a washingtoni törvényhozás harminckét millió dollárt biztosított a WSU számára a Riverpoint campus (a mai spokane-i telephely) megépítésére. A végső összeg 34,6 millió dollár volt; a távoktatási és szimulációs pluszköltségeket a szövetségi kormány állta. A telephely első évfolyama 2009-ben indult.

## Fordítás
Ez a szócikk részben vagy egészben  a   Washington State University College of Nursing című angol Wikipédia-szócikk ezen változatának fordításán alapul.  Az eredeti cikk szerkesztőit annak laptörténete sorolja fel. Ez a jelzés csupán a megfogalmazás eredetét és a szerzői jogokat jelzi, nem szolgál a cikkben szereplő információk forrásmegjelöléseként.